# Idioma mossi
La lengua mossi, mòoré (también mõõre, moré, moshi o mos) es una de las dos lenguas oficiales regionales de Burkina Faso. El mòoré forma parte de la rama Oti-Volta de las lenguas gur, y en particular está estrechamente emparentado con el frafra (farefare) hablado al sur Burkina Faso y con el dagbani hablado en los alrededores de Bolgatanga en el norte de Ghana.
El mòoré es hablado por el pueblo mossi, que está formado por aproximadamente 5 millones de personas en Burkina Faso, además de otros 60 000 más en Malí y Togo.

## Alfabeto
El alfabeto del idioma mossi utilizado en Burkina Faso es una variación del alfabeto latino. Contiene las siguientes letras:
Mayúsculas

A ʼ B D E Ɛ F G H I Ɩ K L M N O P R S T U Ʋ V W Y Z

Minúsculas

a ʼ b d e ɛ f g h i ɩ k l m n o p r s t u ʋ v w y z

Valores fonéticos

a ʔ b d e ɛ f g h i ɪ k l m n o p r s t u ʊ v w j z